# Aleja Kasztanowa w Krakowie
Aleja Kasztanowa – aleja w Krakowie, w dzielnicy VII Zwierzyniec, na Zwierzyńcu.
Łączy ulicę Chełmską i Junacką z aleją Modrzewiową. Jest jednojezdniowa.

## Historia
Aleja została w obecnym kształcie wytyczona w latach dwudziestych XIX wieku. Dawniej w miejscu ulicy przebiegała droga pochodząca z XVI lub XVII wieku, prowadząca w kierunku Woli Justowskiej. Mierzy około 1,4 km.
W 1918 roku rozpoczęto parcelację gruntów, a później budowę zabudowy wzdłuż ulicy, która składała się głównie z willi pochodzących z okresu międzywojennego i powojennego.

## Zabudowa
Obecna zabudowa ulicy ma charakter mieszkalny – stanowią ją głównie kamienice czynszowe powstałe w latach 90. XIX wieku i na początku wieku XX.
- al. Kasztanowa 1 – budynek gospodarczy, lata 20–30 XX wieku.
- al. Kasztanowa 1 – stajnia, XIX wiek.
- al. Kasztanowa 1a – willa, XX wiek.
- al. Kasztanowa 21a (al. Panieńskich Skał, al. Sosnowa 6–8) – willa, ok. 1925.
- al. Kasztanowa 29 – willa, ok. 1925.

Opracowano na podstawie źródła: Gminnej ewidencji zabytków – Kraków.